# Maxixe, Mozambic
Maxixe este cel mai mare oraș din provincia Inhambane, Mozambic.